# The Sun Comes Out World Tour
The Sun Comes Out World Tour (Anunciado como Shakira: Live in Concert) foi a quinta turnê de concertos da cantora e compositora colombiana Shakira, lançada em apoio de seus oitavo e nono álbuns de estúdio, She Wolf (2009) e Sale el sol ( 2010). Após um show especial de pré-estréia da turnê realizado em Montreal, Quebec, Canadá, em 15 de setembro de 2010, a parte norte-americana da turnê começou em Uncasville, Connecticut, no dia 17 de setembro, e encerrou-se em Rosemont, Illinois, em 29 de outubro de 2010. A parte europeia da turnê estava prevista para começar em Lyon, França, em 16 de novembro, e terminou em Londres, Inglaterra, em 20 de dezembro de 2010. Os ingressos para as datas iniciais da parte européia foram logo esgotados, e Shakira estendeu a turnê para 2011, começando por anunciar um show em Paris, França; locais em países como Croácia, Rússia, Espanha e Suíça foram adicionados em breve. A perna latino-americana da turnê foi parte do Festival Pop e visitou países como Argentina, Brasil, Colômbia, México e Bolívia foram adicionados às datas da turnê.
O set-list da turnê foi composto de músicas tiradas principalmente do nono álbum de estúdio de Shakira, Sale el sol; o resto eram de seus álbuns de estúdio anteriores. O palco foi moldado como a letra "T" para permitir que um número máximo de espectadores pudessem ver melhor as performances da colombiana. Uma tela grande foi ajustada atrás do palco, em que vários visuais foram exibidos. Para as apresentações, Shakira usava principalmente um top de malha cor de ouro combinado com calças de couro bem apertadas. Outros presentes que Shakira usava durante os shows incluíam um vestido rosa com capuz, uma saia de flamenco e um vestido azul plumoso.
Os shows foram bem recebidos pelos críticos, muitos dos quais elogiaram o carisma Shakira, exibido durante as apresentações. Comercialmente, a turnê foi um sucesso. Ela foi classificada no número 40 na lista de "Top 50 North American Tours" da Pollstar, de 2010, quando obteve um total de US $ 16,9 milhões no continente, com uma venda total de ingressos com 524.723. Em 2011, a turnê ficou no número 20 no "Top 25 Worldwide Tours" da Pollstar 2011, com um total bruto de US $ 93,2 milhões e venda de ingressos com 692 064. Um álbum ao vivo do show gravado no Palais Omnisports do Paris-Bercy em Paris, na França, em junho de 2011, foi lançado como Live from Paris, em 5 de dezembro de 2011.

## Antecedentes
Em 3 de maio de 2010, o site oficial da Shakira anunciou datas para a parte norte-americana da turnê mundial ainda sem nome. Três datas e locais foram confirmados no anúncio: a digressão passaria no Madison Square Garden, em Nova York, no dia 21 de setembro, Toyota Center em Houston, em 8 de outubro, e Staples Center em Los Angeles, em 23 de outubro. Após um período de pré-venda, os bilhetes para os três locais foram disponibilizados para compra pública em 7 de maio, no site oficial da cantora. Os preços dos ingressos variaram de US $ 9,50 a US $ 149,50. Até 23 de 19 de agosto, as novas datas e locais de turnê foram adicionados aos iniciais, somando a contagem total de shows norte-americanos de 2010, para 22. Também foi anunciado que um show especial de pré-visualização de turnê seria realizado em Montreal, Quebec, Canadá, no dia 15 de setembro, para oferecer aos fãs "um visual exclusivo na turnê mundial de arena de Shakira", antes do início oficial da turnê em Uncasville, Connecticut, em 17 de setembro. A última data da turnê foi em Rosemont, Illinois, em 29 de outubro.
Em 28 de junho, Shakira anunciou as datas para o percurso europeu da turnê. 22 datas e locais foram anunciados no total e a turnê começaria na sala de concertos Halle Tony Garnier em Lyon, no dia 16 de novembro, e terminou no O2 Arena em Londres, no dia 20 de dezembro. Os locais notáveis em que o passeio passaria seria o Palais Omnisports do Paris-Bercy em Paris, o Festhalle Frankfurt em Frankfurt, o Manchester Arena em Manchester e The O2 em Dublin. Depois que os ingressos da parte européia da turnê foram esgotados, Shakira estendeu a turnê para 2011 e anunciou um show a ser realizado no Palais Omnisports de Paris-Bercy em Paris, em 14 de junho. Mais tarde, Shakira decidiu adicionar outra data ao show de Paris do tour e definir 13 de junho para se apresentar no Palais Omnisports de Paris-Bercy. Até 15 de março, novas datas de turnê foram adicionadas em locais como a Croácia, Rússia, Espanha e Suíça.
Em 3 de dezembro, as datas na América Latina foram anunciadas. A primeira data da turnê foi decidida no dia 1 de março em Salta, na Argentina. Outros locais que a turnê passaria incluíram Bogotá, no país natal de Shakira Colômbia, San José, na Costa Rica, Cidade do México, no México e São Paulo, no Brasil. A data final para a etapa latino-americana da turnê foi marcada para 12 de abril, no Panamá.
O nome da turnê inicialmente foi especulado para ser "Tour of Earthly Delights", até o site oficial de Shakira revelar o cartaz da tour em 8 de setembro, que destacou "The Sun Comes Out World Tour" como o nome. O cartaz da turnê apresenta Shakira saltando no ar vestindo um top de biquíni dourado, juntamente com calças douradas, semelhante à capa do seu single "Loca" de 2010. A turnê foi lançada para promover o oitavo álbum de estúdio da Shakira, She Wolf, que foi lançado em outubro de 2009 e seu nono álbum de estúdio Sale el sol, que deveria ser lançado em 19 de outubro de 2010. As palavras "Sale el Sol" são espanhol para "The Sun Comes Out", daí a digressão também foi referida como Sale the Sol World Tour.

## Desenvolvimento

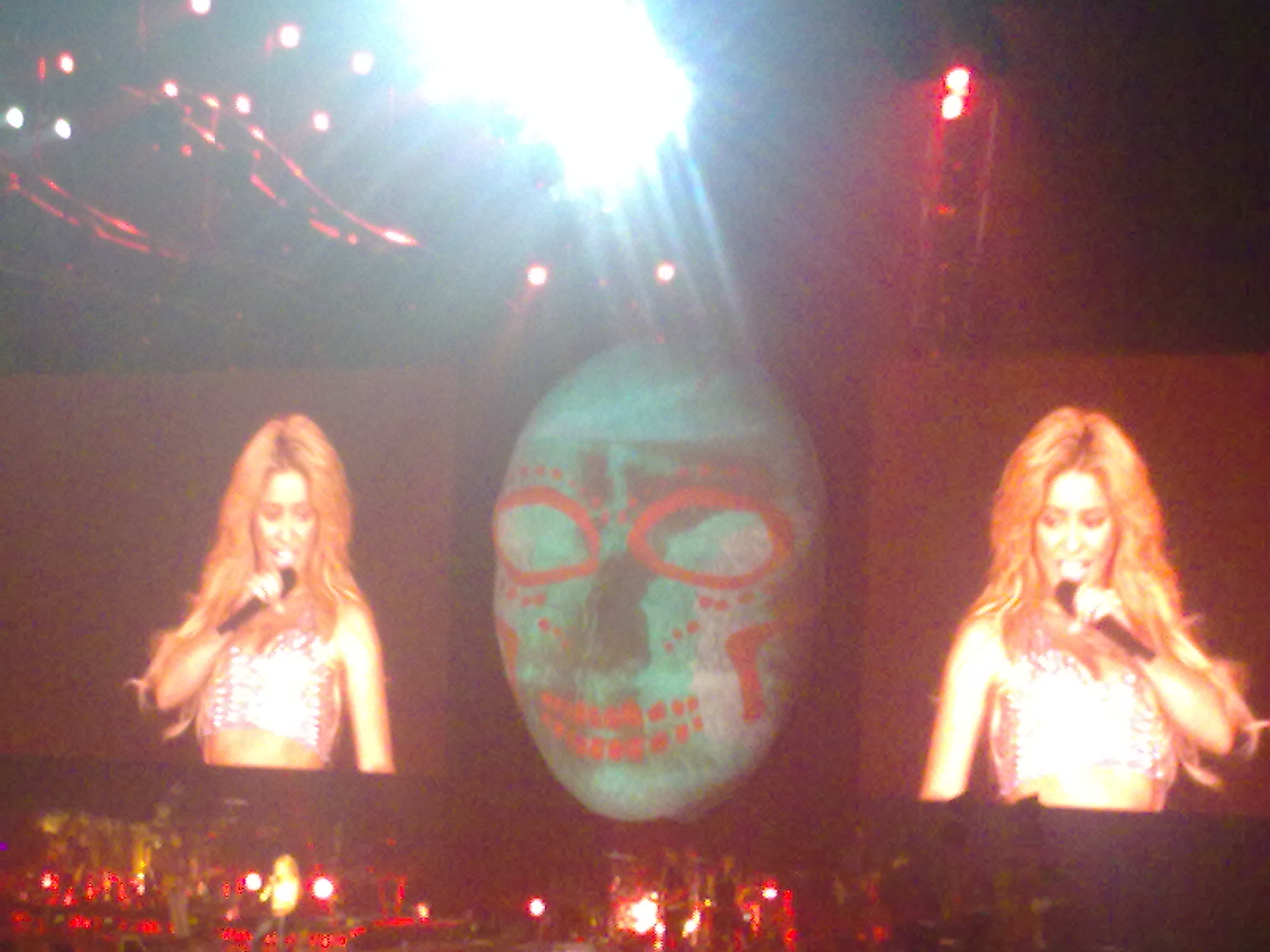
Durante o desempenho de "Gordita", um rosto animado de Residente, o vocalista da banda porto-riquenha Calle 13 e um artista em destaque da música, foi projetado na tela durante suas partes da canção. Tais seqüências foram projetadas pela agência de entretenimento Loyalkaspar.

Em 2008, a Shakira assinou um contrato de 10 anos com a gigante internacional de turismo com a Live Nation, o que levou a Forbes, a considerá-la como a quarta maior feminina ganhadora da história. The Sun Comes Out World Tour foi sua primeira turnê  ser promovida pela Live Nation. A etapa latino-americana da turnê foi parte do Festival Pop, um "novo festival que vai trazer as estrelas da música internacional para a América Latina e que também mostrará o mais recente em arte e tecnologia contemporânea".  De acordo com Valentina España, editora sênior do site Terra.com, o orçamento de produção da turnê foi suficientemente grande para "envergonhar a Circus (Tour), de Britney Spears". Shakira falou sobre a digressão, dizendo:

"Vai ter temas e haverá muita interação com o público. Meu show ao vivo terá muito disso - muita dança, uma alegria de viver. Sinto essa liberdade no palco. Eu gosto de ver os rostos de todos no palco, para perceber a reação. Normalmente, você só pode ver a primeira fila por causa das luzes. Então vocês verão muita energia (minha) ... mas também está indo para ter outros momentos que espero sejam artisticamente energéticos. Quero que as pessoas sintam as coisas próximas."

Em 27 de novembro de 2009, revelou-se que Shakira estava realizando audições para escolher um ato de abertura diferente para cada uma das aparições da turnê em diferentes cidades. Os artistas dispostos a audição foram obrigados a enviar vídeos de suas performances para o site oficial da Shakira. Os fãs foram autorizados a votar em seus artistas preferidos e os mais com os mais avançados para as finais; Shakira e sua equipe escolheriam o vencedor fora deles. Sean Wolfington, parceiro de negócios digitais da Shakira, falou sobre a decisão e disse ao New York Post, que: "Os artistas vão abrir para Shakira ao vivo nas grandes cidades e praticamente através de uma performance de vídeo em mercados menores. Há muitos artistas talentosos e Shakira quer ajudá-los, dando-lhes parte do seu palco". As visuais e as cenas de vídeo conceituais para o passeio foram gerenciados e projetados pela agência de entretenimento Loyalkaspar, que já havia projetado imagens visuais para artistas como U2 e Jay-Z. Elliott Chaffer, diretor criativo da agência, falou sobre o projeto, dizendo que "Shakira era uma empresa muito maior do que tudo o que tentamos anteriormente. Eles estavam procurando por um conteúdo original que tivesse que trabalhar em duas telas LED e em um enorme, O projetor mapeia modelos surreais de um rosto animado em constante mudança, tudo em apenas três semanas. Isto é para sua turnê global do mundo, de modo que as modificações no set-list e as durações das faixas, continuaram através de nove rodadas de revisões". Os visuais foram projetados para o conjunto de tela grande atrás do palco. O palco foi moldado na forma da letra "T" para permitir que um grande número de espectadores a assistisse.

## Sinopse do concerto

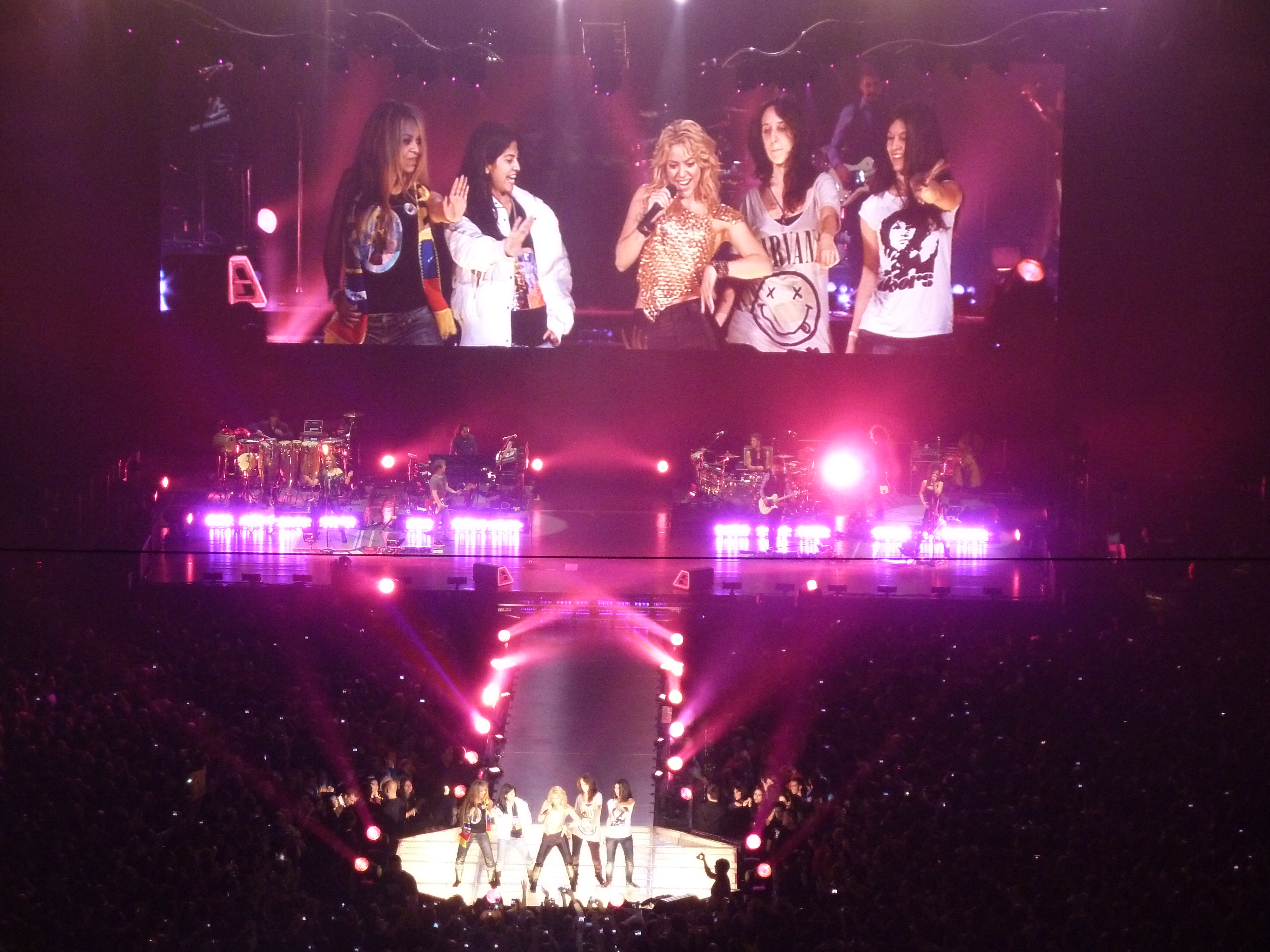
Durante a execução de "Whenever, Wherever", Shakira convidou quatro fãs mulheres para o palco e ensinou-lhes como a dançar dança do ventre.

O show começou com o apagamento das luzes e um foco de luz exclusivo focado na multidão. O foco então seguiu Shakira quando ela entrou no corredor vestindo um vestido de fúcsia com capuz. Cantando a balada "pensativa" e "sentimental" "Pienso En Tí", ela começou a caminhar em direção ao palco enquanto sacudia as mãos dos seus fãs e os abraçava. Assim que Shakira escalou o palco, ela tirou o vestido para revelar o seu traje principal: um top de malha de ouro e uma calça de couro apertada. Seguiu com uma coreografia dançante, enquanto ela "acelerava, pulava e agitava" ao longo do palco ao executar mais versões de "Why Wait" e "Te Dejo Madrid" ("I Leave You Madrid"). Depois de parar de tocar um solo de harmônica, Shakira cantou "Si Te Vas" ("If You Go"), acompanhado a instrumentação musical "densa". Isto foi seguido por uma performance mais rock de "Whenever, Wherever", durante a qual Shakira convidou quatro fãs para o palco e ensinou-lhes como dançar a dança do ventre.
A banda mudou-se para uma pequena plataforma no meio do corredor e Shakira entrou no palco depois de se mudar para uma saia de flamenco de cor vermelha. Um breve conjunto de músicas acústicas seguiu, começando com um cover de "Nothing Else Matters", uma balada da banda americana de heavy metal Metallica. De acordo com Jon Parales, do The New York Times, um cover da música "fez com que ele soasse andino, com baterias de seis batidas e raspando um charango de ukulele". O cover foi combinado diretamente com uma performance de "Despedida", uma música gravada por Shakira para a trilha sonora do filme Love in the Time of Cholera de 2007, durante a qual ela "testou" a habilidade musical de seu baterista por "incorporar seus movimentos". "Gypsy" foi realizado como uma "parte folk" e os vocais de Shakira foram apoiados por "acordeões, violinos e uma seção rítmica". O segmento foi fechado com uma performance de "La Tortura".
O "Ciega, Sordomuda" influenciada pelo mariachi, foi realizada usando um violão Stroh, que foi usado para substituir as seções de saxofones da gravação original. David Hardwick, da SpinningPlatters.com, disse que o uso do instrumento era "impressionante". Ela então cantou a power ballad Underneath Your Clothes". Um grande rosto animado parecido com o de Residente, o cantor principal da banda porto-riquenha Calle 13, foi projetado na tela atrás do palco durante a apresentação de "Gordita" ("Chubby"), uma faixa de hip hop e rap em que o artista foi apresentado. O rosto foi usado para cobrir as partes de Residente da música através de vozes pré-gravadas. Shakira então cantou "Sale el Sol," uma canção que inicialmente era dedicada ao músico argentino Gustavo Cerati, amigo íntimo da cantora e colaborador freqüente, que estava em coma. Shakira colocou um par de calças neon de impressão de leopardo e performou "Loca" com mais "coreografias intrincadas e urbanas". Shakira então soltou um longo uivo, sinalizando o início da performance de "She Wolf". As performances de "Loca" e "She Wolf" marcaram a primeira vez que os dançarinos de back-up foram apresentados no show. Dave Simpson, do The Guardian, comentou que Shakira estava "uivando como uma alma penada" durante a performance. A performance de "Ojos Así" com sabor a música do Oriente Médio, foi o último no set-list do concerto. Shakira incorporou passos de dança do ventre em sua coreografia durante a execução.
O segmento bis do show começou com uma performance de "Antes de las Seis", durante o qual a neve artificial foi lançada no ar quando a música chegou ao fim. O tecladista da banda personificou o rapper haitiano-americano Wyclef Jean, o artista em destaque no single "Hips Don't Lie" da cantora, durante o desempenho da música. O show de shows terminou com o desempenho de "Waka Waka (This Time for Africa)", o sucesso mundial Shakira gravou como a canção oficial do hino da Copa do Mundo FIFA 2010, durante a qual novamente convidou os fãs para o palco para dançar com ela como confetes "enchendo toda a arena".

## Recepção da crítica

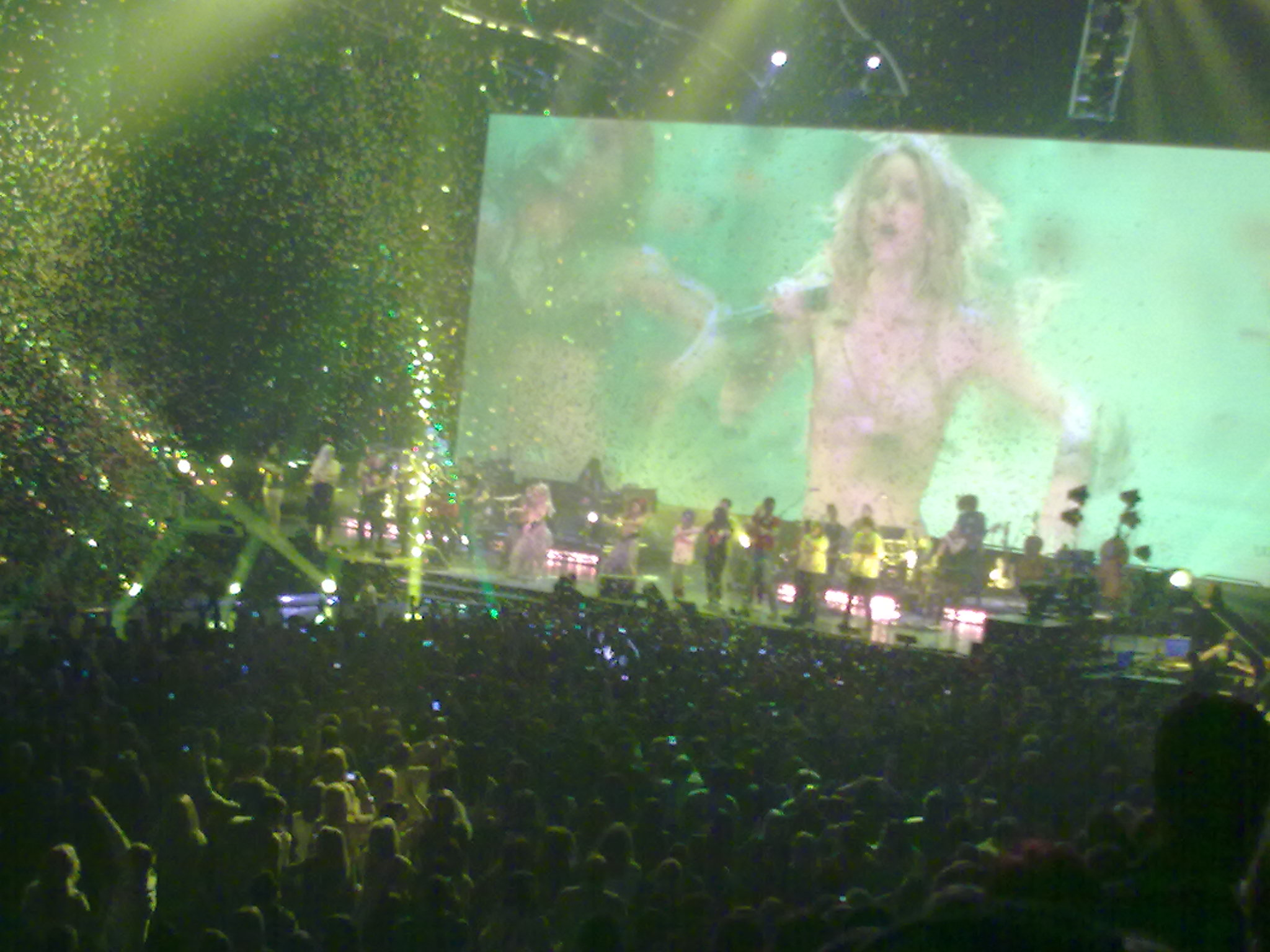
Shakira cantando "Waka Waka (This Time for Africa)" em Manchester, sendo esta uma das canções mais aplaudidas pelo público e crítica.

T'Cha Dunlevy (The Montreal Gazette) elogiou o desempenho de Shakira no Bell Centre dizendo: "Shakira é refrescantemente inconsciente no placo. Sim, ela faz todos os movimentos corretos, mas também se diverte. (...) Sim, este foi o ensaio, só podemos imaginar o verdadeiro show."
Jon Pareles (The New York Times) falou da atuação com a "agradável multidão" do Madison Square Garden. Ele prosseguiu dizendo, "Shakira usa sua voz com rápidas mudanças, frase por frase,entre a inocência sussurante e música sensual. Ela usou seu corpo, se move com um sorriso de menina e a dança finamente calibrada e sensual. Requebrados com os quadris e roda suave em câmera lenta, aperta o peito e vira o punho sinuoso, como se cada parte de seu corpo girasse 360 graus."
Jim Abbott (Orlando Sentinel) descreve o rendimento de Shakira no Amway Arena como "brincalhão", acrescentando que, "Embora a temperatura da noite fosse quente, Shakira abriu a nite com um tom quase reverente. Vestida com uma bata rosa que flui e um xale combinando, ela apareceu no meio do público e andou a passos lentos até o palco, posando para fotos enquanto cantava a inesquecível "Pienso en Ti".
Mikael Wood (Los Angeles Times) também elogiou Shakira depois de sua performance no Staples Center, descrevendo-a como "uma estrategista social, que estava levando a cabo um plano, com habilidade e sem falta de carisma."
Isabel Betancourt (The Celebrity Cafe) considera que "Apesar do compromisso que tinha com os álbuns atuais, foi uma noite emocionante com uma mega estrela humilde. Shakira fez com que o sol brilhasse no fim de semana para milhares de residentes do sul da Flórida e só senti tristeza quando o show acabou."

## Recepção comercial
Durante as aparições da América do Norte que se realizam de 21 de setembro a 23 de outubro de 2010, a turnê arrecadou US $ 3.685.377 e ficou no número quatro no quadro da Billboard Hot Tours em 11 de novembro de 2010. Os shows no Madison Square Garden em Nova York e Staples Center em Los Angeles foram esgotado. Pop Festival, patrocinador da parte latino-americana da turnê, arrecadou US$ 13.516.890 durante as datas que se estendem de 12 a 27 de março de 2011, e ficou no segundo lugar no quadro Billboard Hot Tours em 8 de abril de 2011. De acordo com o fabricante de automóveis espanhol SEAT, o patrocinador da parte europeia, os 21 locais em que a turnê apareceu estavam todos esgotados, e contou com um total aproximado de 360 mil fãs. Foi uma das maiores turbulências do ano de 2010.
De acordo com a Pollstar, a turnê arrecadou um total de US $ 16,9 milhões em suas datas norte-americanas, classificando assim o número 40 na lista de "Top 50 North American Tours" de Pollstar 2010. Na América do Norte, a turnê vendeu uma média de 9.335 ingressos e um total de 205.271 ingressos. A média foi de $ 768.182. Em todo o mundo, a turnê arrecadou um total de US $ 39,9 milhões de 1 de janeiro de 2011 para 30 de junho de 2011, e ficou no número 11 na lista "Top 50 Worldwide Tours" da Pollstar, compilada com base nesse período. Ele vendeu uma média de 11.661 ingressos e um total de 524.723 ingressos. A média média foi de US $ 886,667 durante esse período. A partir de 1 de janeiro de 2011, até 31 de dezembro de 2011, a turnê atingiu um total de US $ 53,2 milhões e ficou no número 20 no "Top 25 Worldwide Tours" da Pollstar, compilado com base nesse período. Ele vendeu uma média de 13.106 ingressos e um total de 692.064 ingressos. A média foi de $ 1.108.333.

## Gravação ao vivo

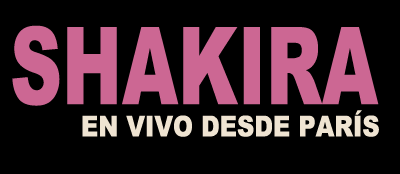
Logotipo baseado na tipografia original do DVD Shakira Live from Paris.

As apresentações que ocorreram no Palais Omnisports de Paris-Bercy em Paris, França, em 13 e 14 de junho de 2011, foram gravadas para inclusão no álbum ao vivo da turnê. O álbum ao vivo foi intitulado Live from Paris (En Vivo Desde París em países hispânicos) e foi lançado em 5 de dezembro de 2011. Ele foi disponibilizado em três formatos: uma edição exclusiva que inclui um DVD e um CD de áudio ao vivo, uma edição de DVD padrão e uma edição de Blu-ray Disc. A estreia do álbum ao vivo foi precedida do lançamento de "Je l'aime à mourir", a interpretação de Shakira da música original escrita e interpretada pelo cantor e compositor francês Francis Cabrel, em 29 de novembro de 2011. Na França, Live from Paris foi certificada platina na França pelo Syndicat National de l'Édition Phonographique, pelas vendas de 100.000 unidades.

## Atos de abertura
- Parade (Inglaterra)[69]
- Calle 13 (Salta, Córdoba)[70][71]
- Los Huayra (Salta)[70]
- Vampire Weekend (Buenos Aires)[72]
- Belanova (Colômbia, Mexico)[73][74]
- Ha*Ash (Mexico)[74]
- Dante Spinetta (Buenos Aires)[75]
- Emmanuel Horvilleur (Buenos Aires)[75]
- Leonel García (Buenos Aires)[75]
- Deborah De Corral (Buenos Aires)[75]
- Rosal (Buenos Aires)[75]
- No lo soporto (Buenos Aires)[75]
- Vicentico (Buenos Aires, Santiago)[75]
- Los Auténticos Decadentes (Paraguai)[76]
- Francisca Valenzuela (Santiago)[77]
- J Balvin (Colômbia)[78]
- Bomba Estereo (Colômbia)[73]
- Train (Colômbia, Brasil, Peru)[73][79][80]
- Ziggy Marley  (Brasil e Peru)[79][80]
- Fatboy Slim (Brasil)[80]
- Chimarruts (Brasil)[80]
- Ana Free (Portugal)[81]

## Lista de músicas

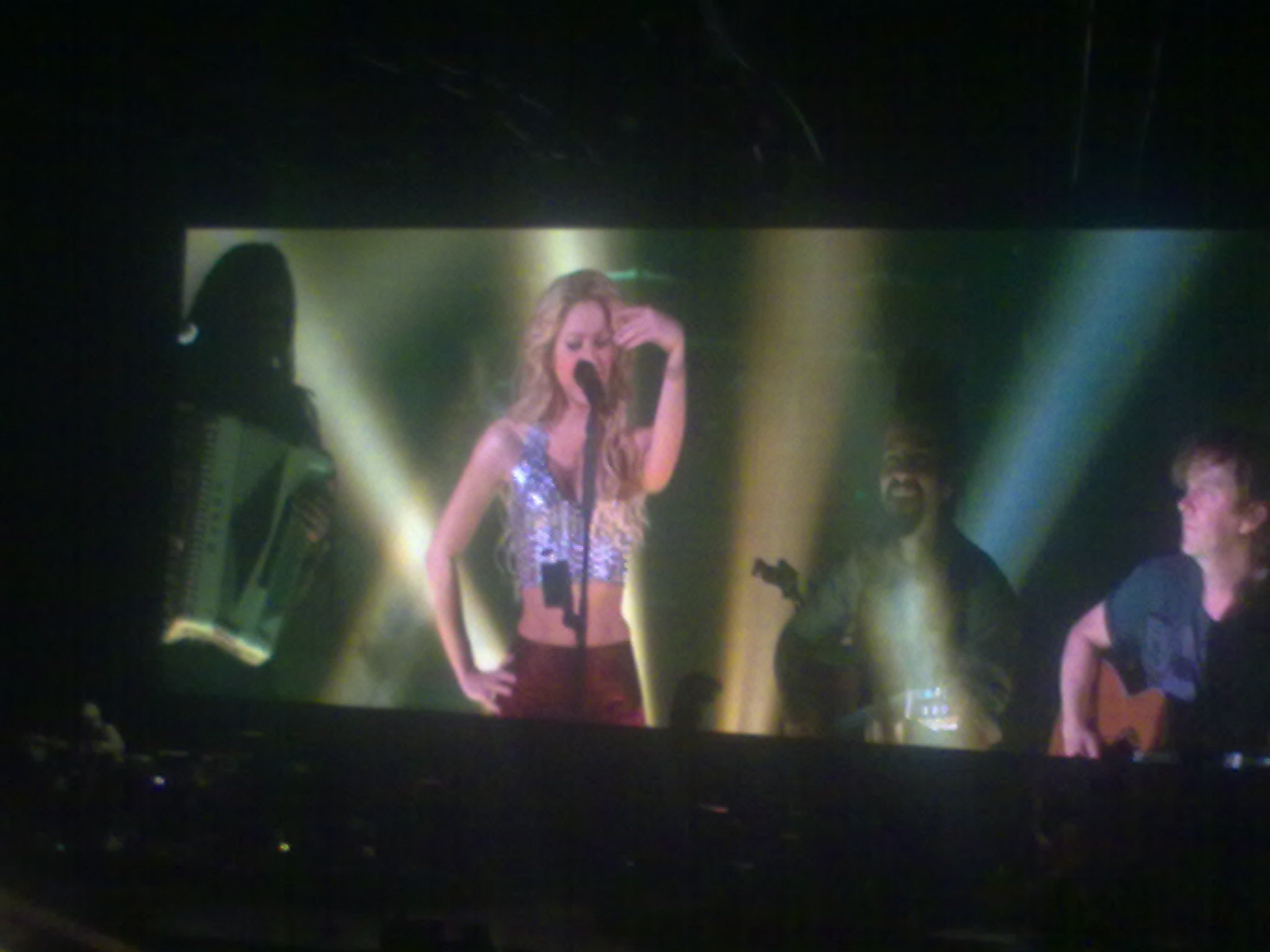
Shakira cantando "Gypsy (canção de Shakira)" em Manchester, na Inglaterra; na Espanha e América Latina, exceto Brasil, foi cantada a versão em espanhol, "Gitana").

O repertorio incluiu além dos antigos sucessos, musicas novas dos 2 ultimos albuns "She Wolf" e "Sale el Sol".
Mesmo tendo deixado de fora alguns sucessos mais recentes como: "Did It Again", "Give It Up to Me", "Men in This Town", "Rabiosa" e "Addicted to You"; muito solicitadas pelos fãs, a turnê teve grande aceitação do público. As primeiras mudanças no stelist foram feitas durante a primeira etapa européia, quando "Si te Vas" não foi interpretada em algumas ocasiões, "Ojos Así", "Las de la intuición" e "Gordita" também tiveram mudanças na sua duração. As canções "Gordita" y "Underneath Your Clothes" foram retiradas do setlist a partir do show na cidade de Santiago, Chile; e só foram interpretadas novamente para a gravação do DVD. O mesmo aconteceu com "Pienso en tí", que foi retirada do setlist depois do concerto em Mannheim, Alemanha. Os shows após este iniciavam-se com a musica "Why Wait".
Nos shows de Genebra e París, Shakira surpreendeu a todos ao interpretar a canção "Je l'aime à mourir", de Francis Cabrel, apresentada em uma versão em espanhol e francês.
Em seu show no Rock in Rio 2011, Shakira iniciou com "Estoy Aquí" interpretou junto a Ivete Sangalo a canção em português "País Tropical" de Jorge Ben Jor em substituição a "Antes de las seis".
| América do Norte e Europa 2010 e Brasil 2011 |
| --- |
| 1. "Pienso en tí" 2. "Why Wait" 3. "Te Dejo Madrid" 4. "Si te vas" 5. "Whenever, Wherever" (contém extratos de "Unbelievable") 6. "Inevitable" 7. Medley: "El Nay A'atini Nay" / "Nothing Else Matters" / "Despedida" 8. "Gypsy" 9. "La Tortura" 10. "Ciega, Sordomuda" 11. "Underneath Your Clothes" 12. "Gordita" 13. "Sale el Sol" 14. "Las de la Intuición" 15. "Loca" 16. "She Wolf (contém extratos de mapalé) 17. "Ojos Así (contém extratos de "Move de Said Mrad") Bis 1. "Antes de las Seis" 2. "Hips Don't Lie" 3. "Waka Waka (This Time for Africa)" Fonte: |

| América Latina e Espanha |
| --- |
| 1. "Pienso en tí" 2. "Años Luz" 3. "Te Dejo Madrid" 4. "Si te vas" 5. "Suerte (contém extratos de "Unbelievable") 6. "Inevitable" 7. Medley: "El Nay A'atini Nay" / "Nothing Else Matters" / "Despedida" 8. "Gitana" 9. "La Tortura" 10. "Ciega, Sordomuda" 11. "Underneath Your Clothes" (Argentina, Chile e Espanha) 12. "Gordita" (Argentina, Chile, España y Puerto Rico) 13. "Sale el Sol" 14. "Las de la Intuición" 15. "Loca" 16. "Loba"(contém extratos de Mapalé) 17. "Ojos Así" (contém extratos de "Move de Said Mrad") Bis 1. "Antes de las Seis" 2. "Hips Don't Lie" 3. "Waka Waka (This Time for Africa)" Fonte: |

| África, Ásia e Europa 2011 |
| --- |
| 1. "Pienso en tí" (apenas em algumas datas) 2. "Why Wait" 3. "Te Dejo Madrid" 4. "Si te vas" (apenas em algumas datas) 5. "Whenever, Wherever" (contém extratos de "Unbelievable") 6. "Inevitable" 7. Medley: "El Nay A'atini Nay" / "Nothing Else Matters" / "Despedida" 8. "Gypsy" 9. "La Tortura" 10. "Ciega, Sordomuda" 11. "Sale el Sol" 12. "Las de la Intuición" 13. "Loca" 14. "She Wolf" (contém extratos de Mapalé) 15. "Ojos Así" (contém extratos de "Move de Said Mrad") Bis 1. "Antes de las Seis" 2. "Hips Don't Lie" 3. "Waka Waka (This Time for Africa)" Fonte: |

| Rock in Rio 2011 |
| --- |
| 1. "Estoy Aquí" 2. "Te Dejo Madrid" 3. "Si te vas" 4. "Whenever, Wherever"(contém extratos de "Unbelievable") 5. "Inevitable" 6. Medley: "El Nay A'atini Nay" / "Nothing Else Matters" / "Despedida" 7. "Gypsy" 8. "La Tortura" 9. "Ciega, Sordomuda" 10. "Sale el Sol" 11. "Las de la Intuición" 12. "Loca" 13. "She Wolf" (contém extratos de Mapalé) 14. "Ojos Así" (contém extratos de "Move de Said Mrad") Bis 1. "País Tropical"(com Ivete Sangalo) 2. "Hips Don't Lie" 3. "Waka Waka (This Time For Africa)" |

| DVD (París 2011) |
| --- |
| 1. "Pienso en tí" 2. "Why Wait" 3. "Te Dejo Madrid" 4. "Si te vas" 5. "Whenever, Wherever" (contém extratos de "Unbelievable") 6. "Inevitable" 7. Medley: "El Nay A'atini Nay" / "Nothing Else Matters" / "Despedida" 8. "Gypsy" 9. "La Tortura" 10. "Ciega, Sordomuda" 11. "Underneath Your Clothes" 12. "Gordita" 13. "Sale el Sol" 14. "Las de la Intuición" 15. "Loca" 16. "She Wolf" (contém extratos de Mapalé) 17. "Ojos Así" (contém extratos de "Move de Said Mrad") Bis 1. "Antes de las Seis" 2. "Je l’aime à mourir" 3. "Hips Don't Lie" 4. "Waka Waka (This Time for Africa)" Fonte: |

## Alterações nos shows
- No show de Los Angeles, Shakira teve a companhia de seu parceiro na canção "Gordita", René Pérez, da dupla Calle 13 na apresentação dessa canção.[86] Ele também esteve presente nos shows argentinos, como em Buenos Aires.[87]
- Após o show de Anaheim, Shakira performou Loca em cima de um carro no estacionamento do local do show. O vídeo da apresentação pode ser visto no site da cantora.[88]
- Ao iniciar a etapa latinoamericana, a cor do leque que é usado na performance de "Why Wait"/"Años Luz", que era azul com listras vermelha e branca, por outras cores.[89]
- No tocante à etapa europeia de 2010, a partir do show de Amsterdã, as canções Si te vas e "Antes de las Seis" foram retiradas[90](sendo que a segunda já não fora cantada no show de Santa Barbara). Embora a primeira só voltasse no ano seguinte, durante a etapa latinoamericana,[91] a segunda retornaria ainda na Europa em 2010, em shows como os de Paris[92] e até o final da etapa. As duas canções também não foram aparesentadas na etapa europeia/asiática/africana de 2011, que começou em Abu Dhabi.[93] A retirada de ambas as canções se deveu a problemas técnicos.[89]
- Underneath Your Clothes deixou de ser cantada em Santiago (com exceção de Punta del Este). Os fãs consideram que a retirada definitiva de "Underneath" se deva ao anúncio do rompimento do relacionamento amoroso de Shakira com o seu empresário, o argentino Antonio de la Rúa, feito no site oficial da cantora.[94]
- Devido a fortes chuvas, a apresentação de Shakira em Brasília, programada para o dia 17 de Março de 2011[B] no estacionamento do Estádio Mané Garrincha foi adiada, apresentando-se neste dia no festival apenas a banda Chimarruts, que performou apenas quatro músicas; o show foi remarcado para o dia 24 de Março, desta vez no Ginásio Nilson Nelson; contudo, sem a presença de Ziggy Marley e Fatboy Slim, por problemas de compatibilidade de agenda.http://www.correiobraziliense.com.br/app/noticia/diversao-e-arte/2011/03/19/interna_diversao_arte,243554/confirmado-shakira-se-apresenta-em-brasilia-na-proxima-quinta-feira.shtml%7Ctítulo=Confirmado: Shakira se apresenta em Brasília na próxima quinta-feira |data=2011-03-19 |acessodata=2011-03-19|obra=Correio Braziliense
- Para a alegria dos fãs, Shakira cantou Estoy Aqui em sua apresentação no Rock in Rio no dia 30 de setembro, no Rio de Janeiro.
- No Show em Nice, na França Shakira performa pela primeira vez, "Devoción", "Islands", "Lo que más" e "Did It Again".[95]

## Datas
| Data                       | Cidade                  | País                   | Local                                     |
| -------------------------- | ----------------------- | ---------------------- | ----------------------------------------- |
| América do Norte           |                         |                        |                                           |
| 15 de setembro de 2010     | Montreal                | Canadá                 | Bell Centre                               |
| 17 de setembro de 2010     | Uncasville              | Estados Unidos         | Mohegan Sun Arena                         |
| 18 de setembro de 2010     | Atlantic City           | Estados Unidos         | Etess Arena                               |
| 21 de setembro de 2010     | New York City           | Estados Unidos         | Madison Square Garden                     |
| 25 de setembro de 2010[A]  | Sunrise                 | Estados Unidos         | BankAtlantic Center                       |
| 27 de setembro de 2010     | Miami                   | Estados Unidos         | American Airlines Arena                   |
| 28 de setembro de 2010     | Orlando                 | Estados Unidos         | Amway Arena                               |
| 1 de outubro de 2010       | Dallas                  | Estados Unidos         | American Airlines Center                  |
| 2 de outubro de 2010       | San Antonio             | Estados Unidos         | AT&T Center                               |
| 5 de outubro de 2010       | Corpus Christi          | Estados Unidos         | American Bank Center                      |
| 6 de outubro de 2010       | Laredo                  | Estados Unidos         | Laredo Energy Arena                       |
| 8 de outubro de 2010       | Houston                 | Estados Unidos         | Toyota Center                             |
| 9 de outubro de 2010       | Hidalgo                 | Estados Unidos         | State Farm Arena                          |
| 12 de outubro de 2010      | El Paso                 | Estados Unidos         | Don Haskins Center                        |
| 13 de outubro de 2010      | El Paso                 | Estados Unidos         | Don Haskins Center                        |
| 15 de outubro de 2010      | San Diego               | Estados Unidos         | San Diego Sports Arena                    |
| 16 de outubro de 2010      | Las Vegas               | Estados Unidos         | Mandalay Bay Events Center                |
| 19 de outubro de 2010      | Sacramento              | Estados Unidos         | ARCO Arena                                |
| 20 de outubro de 2010      | Santa Barbara           | Estados Unidos         | Santa Barbara Bowl                        |
| 22 de outubro de 2010      | Oakland                 | Estados Unidos         | Oracle Arena                              |
| 23 de outubro de 2010      | Los Angeles             | Estados Unidos         | Staples Center                            |
| 25 de outubro de 2010      | Anaheim                 | Estados Unidos         | Honda Center                              |
| 26 de outubro de 2010      | Indio                   | Estados Unidos         | Fantasy Springs Special Events Center     |
| 29 de outubro de 2010      | Rosemont                | Estados Unidos         | Allstate Arena                            |
| Europa                     |                         |                        |                                           |
| 16 de novembro de 2010     | Lyon                    | França                 | Halle Tony Garnier                        |
| 17 de novembro de 2010     | Zurique                 | Suíça                  | Hallenstadion                             |
| 19 de novembro de 2010     | Madrid                  | Espanha                | Palácio de Deportes                       |
| 21 de novembro de 2010     | Lisboa                  | Portugal               | Pavilhão Atlântico                        |
| 23 de novembro de 2010     | Bilbao                  | Espanha                | Bizkaia Arena                             |
| 24 de novembro de 2010     | Barcelona               | Espanha                | Palau Sant Jordi                          |
| 26 de novembro de 2010     | Montpellier             | França                 | Arena Montpellier                         |
| 27 de novembro de 2010     | Turin                   | Itália                 | Torino Palasport Olimpico                 |
| 29 de novembro de 2010     | Geneva                  | Suíça                  | SEG Geneva Arena                          |
| 1 de dezembro de 2010      | Rotterdam               | Países Baixos          | The Ahoy                                  |
| 3 de dezembro de 2010      | Munique                 | Alemanha               | Olympiahalle                              |
| 5 de dezembro de 2010      | Metz                    | França                 | Galaxie Amnéville                         |
| 6 de dezembro de 2010      | Paris                   | França                 | Palais Omnisports de Paris-Bercy          |
| 8 de dezembro de 2010      | Berlin                  | Alemanha               | O2 World                                  |
| 11 de dezembro de 2010     | Cologne                 | Alemanha               | Lanxess Arena                             |
| 12 de dezembro de 2010     | Antwerp                 | Bélgica                | Sportpaleis                               |
| 14 de dezembro de 2010     | Manchester              | Reino Unido            | Manchester Evening News Arena             |
| 16 de dezembro de 2010     | Dublin                  | Irlanda                | The O2                                    |
| 17 de dezembro de 2010     | Belfast                 | Irlanda do Norte       | Odyssey Arena                             |
| 19 de dezembro de 2010     | Glasgow                 | País de Gales          | Scottish Exhibition and Conference Centre |
| 20 de dezembro de 2010     | London                  | Inglaterra             | The O2                                    |
| América do Sul             |                         |                        |                                           |
| 1 de março de 2011[B]      | Salta                   | Argentina              | Estádio Mundialista                       |
| 3 de março de 2011[B]      | Córdoba                 | Argentina              | Estádio Mario Alberto Kempes              |
| 5 de março de 2011[B]      | Buenos Aires            | Argentina              | Estadio Puerto Madero                     |
| 6 de março de 2011         | Punta del Este          | Uruguai                | Conrad Resort & Casino                    |
| 8 de março de 2011[B]      | Assunção                | Paraguai               | Jockey Club Paraguai                      |
| 10 de março de 2011[B]     | Santiago                | Chile                  | Estádio Nacional                          |
| 12 de março de 2011[B]     | Bogotá                  | Colômbia               | Parque Simón Bolívar                      |
| 15 de março de 2011[B]     | Porto Alegre            | Brasil                 | Estacionamento da FIERGS                  |
| 19 de março de 2011[B]     | São Paulo               | Brasil                 | Estádio do Morumbi                        |
| 21 de março de 2011[B]     | Santa Cruz de la Sierra | Bolívia                | Estádio Ramón Tahuichi Aguilera           |
| 24 de março de 2011[B]     | Brasília                | Brasil                 | Ginásio Nilson Nelson                     |
| 25 de março de 2011[B]     | Lima                    | Peru                   | Estádio Universidad San Marcos            |
| 27 de março de 2011[B]     | Caracas                 | Venezuela              | Estádio da Universidade Simón Bolívar     |
| América do Norte e Central |                         |                        |                                           |
| 30 de março de 2011[B]     | Santo Domingo           | República Dominicana   | Estadio Olímpico Félix Sanchéz            |
| 2 de abril de 2011[B]      | Cidade do México        | México                 | Foro Sol                                  |
| 3 de abril de 2011[B]      | Cidade do México        | México                 | Foro Sol                                  |
| 5 de abril de 2011[B]      | Guadalajara             | México                 | Estadio 3 de Marzo                        |
| 7 de abril de 2011[B]      | Monterrei               | México                 | Estadio Universitario de Monterrey        |
| 9 de abril de 2011[C]      | Cidade da Guatemala     | Guatemala              | Estadio Cementos Progreso                 |
| 10 de abril de 2011[B]     | San José                | Costa Rica             | Estadio Nacional de Costa Rica            |
| 12 de abril de 2011[B]     | Cidade do Panamá        | Panamá                 | Plaza Figali                              |
| Ásia                       |                         |                        |                                           |
| 29 de abril de 2011        | Abu Dhabi               | Emirados Árabes Unidos | YAS Arena                                 |
| Europa                     |                         |                        |                                           |
| 2 de maio de 2011          | Bolonha                 | Itália                 | Futurshow Station                         |
| 3 de maio de 2011          | Milão                   | Itália                 | Mediolanum Forum                          |
| 5 de maio de 2011          | Budapeste               | Hungria                | Budapest Sports Arena                     |
| 7 de maio de 2011          | Bucareste               | Roménia                | Piaţa Constituţiei                        |
| 9 de maio de 2011          | Belgrado                | Sérvia                 | Beogradska Arena                          |
| 11 de maio de 2011         | Zagreb                  | Croácia                | Zagreb Arena                              |
| 14 de maio de 2011         | Mannheim                | Alemanha               | SAP Arena                                 |
| 15 de maio de 2011         | Mönchengladbach         | Alemanha               | Hockeypark                                |
| 17 de maio de 2011         | Łódź                    | Polónia                | Atlas Arena                               |
| 19 de maio de 2011         | Minsk                   | Bielorrússia           | Minsk Arena                               |
| 22 de maio de 2011         | São Petersburgo         | Rússia                 | Petersburg Sports and Concert Complex     |
| 24 de maio de 2011         | Moscou                  | Rússia                 | Olimpiisky Indoor Arena                   |
| Ásia                       |                         |                        |                                           |
| 26 de maio de 2011         | Beirute                 | Líbano                 | BIEL Outdoors Space                       |
| África                     |                         |                        |                                           |
| 28 de maio de 2011[D]      | Rabat                   | Marrocos               | OLM Souissi                               |
| Europa                     |                         |                        |                                           |
| 29 de maio de 2011         | Barcelona               | Espanha                | Estadi Olímpic Lluís Companys             |
| 30 de maio de 2011         | Valência                | Espanha                | Auditorio Marina Sur                      |
| 1 de junho de 2011         | Almeria                 | Espanha                | Estadio de los Juegos Mediterráneos       |
| 3 de junho de 2011         | Madri                   | Espanha                | Estádio Vicente Calderón                  |
| 4 de junho de 2011         | Bilbao                  | Espanha                | San Mamés                                 |
| 5 de junho de 2011         | Nice                    | França                 | Palais Nikaia                             |
| 7 de junho de 2011         | Genebra                 | Suíça                  | SEG Geneva Arena                          |
| 8 de junho de 2011         | Zurique                 | Suíça                  | Hallenstadion                             |
| 10 de junho de 2011[E]     | Graz                    | Áustria                | Schwarzl-Freizeitzentrum                  |
| 11 de junho de 2011        | Frankfurt               | Alemanha               | Festhalle                                 |
| 13 de junho de 2011        | Paris                   | França                 | Palais Omnisports de Paris-Bercy          |
| 14 de junho de 2011        | Paris                   | França                 | Palais Omnisports de Paris-Bercy          |
| América do Sul             |                         |                        |                                           |
| 30 de setembro de 2011[F]  | Rio de Janeiro          | Brasil                 | Rock in Rio IV                            |
| América do Norte           |                         |                        |                                           |
| 14 de outubro de 2011      | San Juan                | Porto Rico             | Coliseu José Miguel Agrelot               |
| 15 de outubro de 2011      | San Juan                | Porto Rico             | Coliseu José Miguel Agrelot               |

### Participações em Festivais
A Concerto dado como parte do JetBlue's Latin Concert Series.
B Concerto dado como parte de The Pop Festival.
C Concerto dado como parte do Tigo Festival Guatemala.
D Concerto dado como parte do Mawazine Festival.
E Concerto dado como parte do See-Rock Festival.
F Concerto dado como parte da edição 2011 do Rock In Rio.